# Valentine Phoenix Football Club
O Valentine Phoenix Football Club é um clube semi-profissional de futebol com sede em Valentine, Austrália. 

## História
A equipe compete no National Premier Leagues..